# 에탈 위치
대수기하학에서 에탈 위치(étale位置, 영어: étale site)는 스킴과 스킴 사상의 범주에, 치역들의 합집합이 공역인 에탈 사상의 족을 덮개로 삼은 그로텐디크 위상을 부여하여 얻은 위치이다.

## 정의
같은 공역을 갖는 에탈 사상들의 집합 {\displaystyle \{\iota _{i}\colon U_{i}\to X\}_{i\in I}}이 다음 조건을 만족시킨다면, 에탈 덮개(영어: étale cover)라고 한다.
- 연속 함수로서, {\displaystyle \iota _{i}}들의 치역들의 합집합은 {\displaystyle X} 전체이다. 즉, 임의의 {\displaystyle x\in X}에 대하여 {\displaystyle \iota _{i}(y)=x}인 {\displaystyle i\in I} 및 {\displaystyle y\in U_{i}}가 존재한다.

에탈 덮개는 스킴의 범주 {\displaystyle \operatorname {Sch} } 위의 그로텐디크 준위상을 이룬다. 이로 정의되는 그로텐디크 위상을 에탈 위상(영어: étale topology)이라고 한다. {\displaystyle \operatorname {Sch} }에 에탈 위상을 부여하여 얻은 위치를 에탈 위치라고 하며, {\displaystyle \operatorname {{\acute {E}}t} }라고 하자.
스킴 {\displaystyle X} 위의 큰 에탈 위치(영어: big étale site) {\displaystyle \operatorname {{\acute {E}}t} /X}는 범주로서 스킴 범주의 조각 범주 {\displaystyle \operatorname {Sch} /X}이며, 그 위의 그로텐디크 위상은 역시 에탈 덮개에 의하여 주어진다.
스킴 {\displaystyle X} 위의 작은 에탈 위치(영어: small étale site){\displaystyle X_{\operatorname {{\acute {e}}t} }}는 범주로서 {\displaystyle \operatorname {Sch} /X} 가운데 에탈 사상으로만 구성된 충만한 부분 범주이다. 이 위의 그로텐디크 위상은 역시 에탈 덮개로 주어진다.

## 성질

### 아핀 스킴의 에탈 덮개
아핀 스킴 {\displaystyle \operatorname {Spec} R}의 임의의 에탈 덮개 {\displaystyle (f_{i}\colon Y_{i}\to \operatorname {Spec} R)_{i\in I}}에 대하여, 이를 세분하는 에탈 덮개
{\displaystyle (f_{i,j}\colon \operatorname {Spec} S_{i,j}\to Y_{i}\to R)_{i\in I,\;j\in J_{i}}}
가 존재한다. 즉, 아핀 스킴의 에탈 위상을 다루려면 에탈 환 준동형 {\displaystyle \phi _{i,j}\colon R\to S_{i,j}}만을 고려하면 된다.

### 에탈 층
범주 {\displaystyle {\mathcal {C}}} 값을 갖는 {\displaystyle X} 위의 에탈 준층(영어: étale presheaf)은 작은 에탈 위치 위의 함자 {\displaystyle X_{\operatorname {{\acute {e}}t} }^{\operatorname {op} }\to {\mathcal {C}}}이다. 에탈 층(영어: étale sheaf)은 층 공리를 만족시키는 에탈 준층이다. {\displaystyle {\mathcal {C}}} 값을 갖는, {\displaystyle X} 위의 에탈 층들의 범주를 {\displaystyle \operatorname {Sh} (X_{\operatorname {{\acute {e}}t} },{\mathcal {C}})}라고 쓰자.
마찬가지로, 큰 에탈 위치 위의 (준)층을 정의할 수 있다. 작은 에탈 위치는 큰 에탈 위치의 부분 위치이므로, 모든 큰 에탈 (준)층은 작은 에탈 (준)층으로 제한할 수 있다. 모든 작은 에탈 층은 큰 에탈 층으로 나타낼 수 있지만, 그 역은 불가능하다.:111, Remark III.3.2(b) 이 경우, 아벨 군 값의 층의 제한 함자
{\displaystyle \operatorname {Sh} (\operatorname {{\acute {E}}t} /X;\operatorname {Ab} )\to \operatorname {Sh} (X_{\operatorname {{\acute {e}}t} },\operatorname {Ab} ;\operatorname {Ab} )}
는 완전 함자이며, 이 함자 아래 단사 대상의 상은 단사 대상이다. 즉, 큰 에탈 위치 위의 층의 에탈 코호몰로지는 작은 에탈 위치 위에서의 에탈 코호몰로지와 같다.:110, Proposition III.3.1(c); 111, Remark III.3.2(a)

### 에탈 국소환
스킴은 국소환 달린 공간이므로, 구조층의 (자리스키 위상에서의) 줄기는 가환 국소환을 이룬다. 그러나 에탈 위상은 자리스키 위상보다 더 섬세하며, 따라서 줄기는 특별한 가환환인 순 헨젤 국소환을 이룬다. (마찬가지로, 자리스키 위상과 에탈 위상의 중간에 있는 니스네비치 위상에서의 줄기는 헨젤 국소환이다.)
구체적으로, 스킴 {\displaystyle X}의 기하학적 점
{\displaystyle {\bar {x}}\colon \operatorname {Spec} K\to X}
가 주어졌다고 하자 ({\displaystyle K}는 대수적으로 닫힌 체). 그렇다면, {\displaystyle {\bar {x}}}에서 구조층 {\displaystyle {\mathcal {O}}_{X}}의 에탈 줄기(영어: étale stalk) {\displaystyle {\mathcal {O}}_{{\bar {x}},X}}는 다음과 같다.
{\displaystyle {\mathcal {O}}_{X,{\bar {x}}}=\varinjlim _{{\bar {x}}\to U\to X}\Gamma (U,{\mathcal {O}}_{U})}
여기서 {\displaystyle \textstyle \varinjlim _{{\bar {x}}\to U\to X}}는 {\displaystyle {\bar {x}}}의 모든 에탈 근방
{\displaystyle {\begin{matrix}\operatorname {Spec} K\\\downarrow &\searrow \scriptstyle {\bar {x}}\\U&{\underset {\iota _{U}}{\to }}&X\end{matrix}}} ({\displaystyle \iota _{U}}는 에탈 사상)
에 대한 귀납적 극한이다.
임의의 스킴 {\displaystyle X} 및 기하학적 점 {\displaystyle {\bar {x}}\colon \operatorname {Spec} K\to X}에 대하여, 에탈 줄기 {\displaystyle {\mathcal {O}}_{X,{\bar {x}}}}는 자리스키 줄기 {\displaystyle {\mathcal {O}}_{X,{\bar {x}}(\operatorname {Spec} K)}}의 순 헨젤화와 동형이다. 여기서 {\displaystyle {\bar {x}}(\operatorname {Spec} K)\in X}는 한원소 공간인 {\displaystyle \operatorname {Spec} K}의 유일한 점의 (연속 함수 {\displaystyle {\bar {x}}}에 대한) 상이다.
직관적으로, 에탈 사상은 국소 동형 사상에 해당하므로, 이는 헨젤 보조정리의 필요충분조건과 같다.
토포스 이론에서, 에탈 국소환은 국소환 달린 토포스인 에탈 토포스의 줄기로 생각할 수 있다.

### 다른 위상과의 비교
다음과 같은 비교가 존재한다.
(더 섬세함) fpqc 위상 → fppf 위상 → 에탈 위상 → 니스네비치 위상 →  자리스키 위상 (더 엉성함)

## 역사
알렉산더 그로텐디크가, 유한체에 대한 대수다양체에 대한 일련의 추측들인 베유 추측을 증명하기 위하여 1960년에 도입하였다.
에탈 위상의 정의는 위상 공간의 범주의 다음과 같은 성질에서 기인한다. 위상 공간과 연속 함수의 범주 {\displaystyle \operatorname {Top} } 위에는 다음과 같은 두 그로텐디크 준위상을 생각할 수 있다.
- 보통 위상: 위상 공간 {\displaystyle X}의 덮개는 연속 함수의 족 {\displaystyle (f_{i}\colon U_{i}\to X)_{i\in I}} 가운데, 각 {\displaystyle f_{i}}의 상이 열린집합이며, {\displaystyle f_{i}}는 {\displaystyle U_{i}}와 {\displaystyle f(U_{i})} 사이의 위상 동형을 정의하며, {\displaystyle \textstyle \bigcup _{i\in I}f(U_{i})=X}이다. 이 위치를 {\displaystyle \operatorname {Top} }라고 하자.
- ‘에탈 위상’: 위상 공간 {\displaystyle X}의 덮개는 연속 함수의 족 {\displaystyle (f_{i}\colon U_{i}\to X)_{i\in I}} 가운데, 각 {\displaystyle f_{i}}는 에탈 함수이며, {\displaystyle \textstyle \bigcup _{i\in I}f(U_{i})=X}이다. 이 위치를 {\displaystyle \operatorname {{\acute {E}}tTop} }라고 하자.

여기서 ‘에탈 함수’ {\displaystyle f\colon Y\to X}는 연속 함수 가운데, 임의의 {\displaystyle y\in Y}에 대하여 {\displaystyle f\upharpoonright U}가 {\displaystyle U}와 {\displaystyle f(U)} 사이의 위상 동형을 정의하게 하는 열린 근방 {\displaystyle U\ni y}가 존재하는 것이다. (이 개념은 층의 에탈 공간의 정의에 등장한다.) 이 경우 모든 열린 덮개는 에탈 덮개이다. 반대로, 모든 에탈 덮개는 (에탈 함수의 정의에 따라) 모든 에탈 덮개는 열린 덮개인 세분을 갖는다. 따라서, 이 두 준위상은 같은 그로텐디크 위상을 정의한다.
스킴의 경우, 위 두 정의를 그대로 번역할 수 있다. (첫째 정의를 번역하면 자리스키 위상을 얻으며, 덮개는 상들의 합집합이 공역 전체인 열린 몰입의 족이다. 둘째 정의를 번역하면 에탈 위상을 얻는다.) 그러나 이 경우 에탈 위상은 자리스키 위상보다 훨씬 더 섬세한 그로텐디크 위상을 이룬다. 이는 스킴의 자리스키 위상이 (복소다양체의 해석적 위상보다) 너무나 엉성하기 때문이며, 이 경우 에탈 위상이 더 해석적 위상에 가까운 그로텐디크 위상을 정의한다.

## 같이 보기
- 에탈 코호몰로지
- 니스네비치 위상